# Griffith City
Koordinaten: 34° 17′ S, 146° 2′ O

Die City of Griffith ist ein lokales Verwaltungsgebiet (LGA) im australischen Bundesstaat New South Wales. Das Gebiet ist 1.639,2 km² groß und hat etwa 27.000 Einwohner.
Griffith liegt im Süden des Staates inmitten der Murrumbidgee-Region etwa 620 km westlich der Metropole Sydney und 430 km nordwestlich der australischen Hauptstadt Canberra. Das Gebiet umfasst 18 Ortsteile und Ortschaften: Beelbangera, Bilbul, Griffith, Hanwood, Kooba, Lake Wyangan, Nericon, Tharbogang, Warburn, Widgelli, Yoogali und Teile von Benerembah, Myall Park, Tabbita, Warrawidgee, Whitton, Willbriggie und Yenda. Der Sitz des City Councils befindet sich in Griffith im Zentrum der LGA, wo etwa 19.500 Einwohner leben.

## Verwaltung
Der Griffith City Council hat zwölf Mitglieder, 11 Councillor und ein Vorsitzender und Mayor (Bürgermeister), die von den Bewohnern der LGA gewählt werden. Griffith ist nicht in Bezirke untergliedert.